# Europäische Bewegung International
Die Europäische Bewegung International (englisch European Movement International) ist ein europaweiter Zusammenschluss von Organisationen mit dem Ziel, ein vereintes, föderales Europa zu fördern, das auf den Grundrechten, auf Frieden, Demokratie, Freiheit, Gleichheit, Solidarität und auf die Beteiligung der Bürger gegründet ist. Sie wurde am 25. Oktober 1948 in Brüssel gegründet und ist heute in 39 europäischen Ländern vertreten.

## Geschichte

### Vorbereitung
Die Ursprünge des Verbands gingen im Juli 1947 auf Initiative von Winston Churchill und Duncan Sandys (beide damals außer Dienst) und anderen französischen und britischen Organisationen aus, welche die Idee eines vereinten Europas verfolgten und sich zu einem Kongress des Committee for the Co-ordination of the European Movements in Paris trafen.
Nach einem zwischenzeitlichen weiteren Treffen, beteiligten sich die fünf großen europäischen Dachverbände, die Ligue Européenne de Coopération Economique (LECE), die Union européenne des Fédéralistes (UEF), die Mouvement Socialiste pour les États-Unis d’Europe (MSEUE), die United Europe Movement (UEM) und die Nouvelles Equipes Internationales (NEI). Die Europäische Parlamentarier-Union (EPU), die von Richard Graf Coudenhove-Kalergi geführt wurde, verhielt sich zunächst distanziert.
Das Komitee gab sich den Namen Joint International Committee for European Unity. Auf dem Haager Europa-Kongress vom 7. bis 11. Mai 1948 in Den Haag, an dem unter dem Vorsitz Churchills über 700 Delegierte aus ganz Europa und Beobachter aus den USA und Kanada teilnahmen, gelang die entscheidende Weichenstellung für die Gründung der Europäischen Bewegung. Deutsche Teilnehmer waren u. a. Konrad Adenauer und Eugen Kogon. Auf dem Kongress wurden drei Resolutionen erarbeitet und verabschiedet: Politik, Wirtschaft und Soziales sowie Kultur.
Die Delegierten forderten eine „Europäische beratende Versammlung“, einen „Europäischen Sonderrat“ zur Vorbereitung für eine Europäische Politische Union und eine Europäische Wirtschaftsgemeinschaft, eine „Europäische Menschenrechtscharta“ und einen „Gerichtshof“.

### Gründung
Der Verband wurde am 25. Oktober 1948 auf dem „Europa-Kongress“ in Brüssel gegründet. Das „Internationale Komitee zur Koordinierung der Bewegungen“ hatte die fünf großen europäischen Verbände eingeladen. Beim Kongress waren auch federführende aktive Mitglieder der Union parlementaire européenne (EPU) anwesend. Unter gemeinsamer Ehrenpräsidentschaft von Winston Churchill, Léon Blum, Alcide de Gasperi und Paul-Henri Spaak fand der Kongress statt. Den „Unterbau“ der Bewegung sollten die fünf Verbände mit den nationalen Sektionen bilden. Die EPU wollte als Organisation mit ihren anderen Vorstellungen nicht mitmachen. Geleitet wurde der Kongress von Duncan Sandys und Józef Hieronim Retinger. Um einen Einfluss auf die politischen Persönlichkeiten der offiziellen Politik der Regierungen zu nehmen, sollte dieser Zusammenschluss letztendlich einen Erfolg verbuchen, indem der Weg zur „Vorbereitung der Europäischen Integration“ beginnen konnte: Eine Reihe von wichtigen Sachverständigen- und Fachkonferenzen sowie Aktionsprogrammen konnten in der darauffolgenden Zeit konkretisiert werden, und in jedem Land wurden nationale Sektionen gegründet. Der Deutsche Rat der Europäischen Bewegung wurde am 13. Juni 1949 in Wiesbaden gegründet. In einem nachfolgenden Kongress in Brüssel, der vom 25.–28. Februar 1949 stattfand, wurden die Vorschläge der EB präzisiert und die Gründung zum Europarat vorbereitet. Bei der Wirtschafts-Konferenz der EB, vom 19.–25. April 1949 in Westminster, wurde die europäische Wirtschafts-Union mit einer freien Währungskonvertibilität und einem freien Personen-, Kapital- und Güterverkehr beschlossen. Unter Federführung der EB fand vom 8.–12. Dezember 1949 eine Kulturkonferenz in Lausanne statt und im Juli 1950 wurde eine EB-Konferenz für die Leitlinien der europäischen Sozialpolitik in Rom abgehalten.
Nach einer britischen Quelle wurde die „Bewegung“ anfangs zu 50 % über das American Committee for a United Europe (ACUE) finanziert, welches vom US-Geheimdienst Office of Strategic Services (OSS) gesteuert worden war.

### Präsidenten
| Name                     | Zeitraum  |
| ------------------------ | --------- |
| Guy Verhofstadt          | seit 2023 |
| Eva Maydell              | 2017–2023 |
| Jo Leinen                | 2011–2017 |
| Pat Cox                  | 2005–2011 |
| José María Gil-Robles    | 1999–2005 |
| Mário Soares             | 1997–1999 |
| Valéry Giscard d’Estaing | 1989–1997 |
| Enrique Barón Crespo     | 1987–1989 |
| Giuseppe Petrilli        | 1981–1987 |
| Georges Berthoin         | 1978–1981 |
| Jean Rey                 | 1974–1978 |
| Walter Hallstein         | 1968–1974 |
| Maurice Faure            | 1961–1968 |
| Robert Schuman           | 1955–1961 |
| Paul-Henri Spaak         | 1950–1955 |
| Duncan Sandys            | 1948–1950 |

### Generalsekretäre
| Name                                                    | Zeitraum  |
| ------------------------------------------------------- | --------- |
| Petros Fassoulas                                        | seit 2015 |
| Diogo Pinto                                             | 2009–2015 |
| Hendrik Kröner                                          | 2002–2009 |
| Pier Virgilio Dastoli                                   | 1995–2001 |
| Giampiero Orsello                                       | 1993–1995 |
| Bob Molenaar                                            | 1987–1993 |
| Luigi Vittorio Majocchi                                 | 1985–1987 |
| Sjouke Jonker                                           | 1984      |
| Thomas Jansen                                           | 1981–1983 |
| Robert Van Schendel                                     | 1955–1980 |
| Georges Rebattet (Büro in London)                       | 1948–1955 |
| Józef Retinger (Büro in Paris, seit 11/1951 in Brüssel) | 1948–1950 |

## Flagge

Historische Flagge der Europäischen Bewegung

Die Flagge der Europäischen Bewegung (grünes, ursprünglich rotes E auf weißem Grund) wurde von Duncan Sandys entworfen. Mittlerweile wird dieses Zeichen lediglich von den Europäischen Föderalisten (in Deutschland Europa-Union Deutschland) verwandt. Die Europäische Bewegung nutzt eine wehende Europa-Flagge.

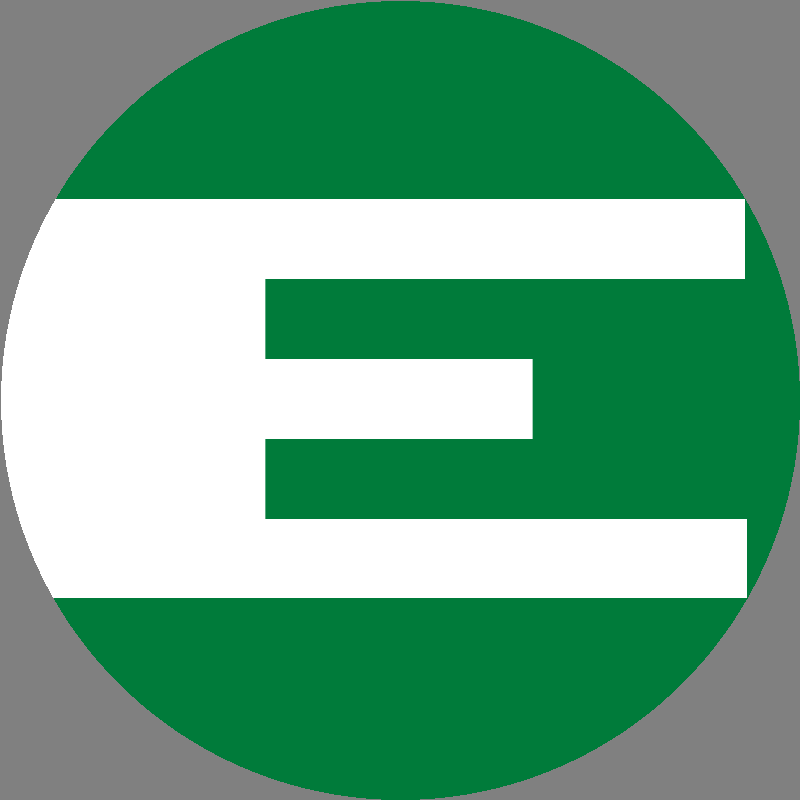
Version für die Kfz-Windschutzscheibe

Im Jahr 1984 beschlossen der französische Staatspräsident François Mitterrand und der deutsche Bundeskanzler Helmut Kohl eine Lockerung der Grenzkontrollen für Fahrzeuge mit einer inversen Version dieser Flagge in der Windschutzscheibe des Fahrzeugs. Das Symbol signalisierte, dass sich nur EG-Bürger und keine deklarationspflichtigen Güter im Fahrzeug befanden.

## Ziele und Aktivitäten
Die internationale Organisation Europäische Bewegung ist offen für alle politischen, wirtschaftlichen, sozialen und kulturellen Bewegungen der Zivilgesellschaft. Sie strebt ein vereinigtes, föderales Europa unter Achtung der Menschenrechte, Frieden und der demokratischen Prinzipien von Freiheit, Solidarität und Bürgerbeteiligung an.
Auf die Aktivitäten der Europäischen Bewegung gehen die Gründung des Collège d’Europe / College of Europe in Brügge und des European Centre of Culture in Genf zurück.

## Struktur und Mitglieder
Derzeit hat die Europäische Bewegung 39 nationale Räte und 36 Internationale Mitgliedsorganisationen.
Zu den Unterstützenden Mitgliedern zählen das College of Europe, die Fondation EurActiv und die Kosovar Civil Society Foundation.

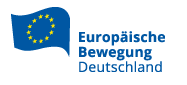
Abwandlung des internationalen Logos Europäische Bewegung Deutschland

Die rund 40 Nationalen Räte können prinzipiell in jedem Land des Europarates gegründet werden. Naturgemäß unterscheiden sich die Räte in Zielsetzung, Struktur und Form zum Teil erheblich. In der Frühzeit wurden die Räte „von oben nach unten“ von Dancan Sandys gegründet. In den frühen Jahren sprach man dem Zeitgeist entsprechend Honoratioren an, die auch Organisationen repräsentierten. Vor allem in Italien, Deutschland und Österreich entstanden Verbände ohne individuelle Mitglieder (In Deutschland konnten bis zum Anfang des 21. Jahrhunderts bis zu 50 Persönlichkeiten des öffentlichen Lebens Mitglied werden). In anderen Ländern hat man von Anfang an Organisationen und Individuen aufgenommen (so in Spanien, Dänemark, Frankreich). In einigen Ländern ist lediglich eine individuelle Mitgliedschaft möglich (Armenien, Vereinigtes Königreich).
Die Abgrenzung von Mitgliedern der Union Europäischer Föderalisten fällt in einzelnen Ländern zum Teil schwer. Der UEF-Jugendverband JEF ist z. B. vielfach auf nationaler Ebene Jugendverband der jeweiligen nationalen Räte der Europäischen Bewegung (so in Frankreich, Vereinigtes Königreich, Dänemark).

## Vorstand
Seit 2017 ist Eva Maydell Präsidentin der Europäischen Bewegung International. Sie wurde im November 2017 erstmals für eine dreijährige Amtszeit gewählt und 2020 für weitere drei Jahre bestätigt. Sie ist die erste Frau in diesem Amt.
In ihrer Arbeit unterstützen sie sechs Vizepräsidenten.
| Name             | Nationaler Rat / Internationale Organisation                                                            |
| ---------------- | --- |
| Brando Benifei   | Sozialdemokratische Partei Europas                                                                      |
| Yves Bertoncini  | Europäische Bewegung Frankreich                                                                         |
| Tobias Köck      | Europäische Bewegung Deutschland                                                                        |
| Noelle O’Connell | Europäische Bewegung Irland                                                                             |
| Valeria Ronzitti | European Centre of Employers and Enterprises providing Public Services and Services of General Interest |
| Frédéric Vallier | Rat der Gemeinden und Regionen Europas                                                                  |

Der Vorstand wird komplettiert von 12 weiteren Mitgliedern und einer Schatzmeisterin.
| Name                         | Organisation                                    |
| ---------------------------- | ----------------------------------------------- |
| Aku Aarva                    | Europäische Bewegung Finnland                   |
| Francisco Aldecoa Luzárranga | Europäische Bewegung Spanien                    |
| Antonio Argenziano           | Europäische Bewegung Italien                    |
| Veronika Chmelárová          | AEGEE                                           |
| Marco Cilento                | Europäischer Gewerkschaftsbund                  |
| Sina Frank                   | Europäische Bewegung Deutschland                |
| Monica Frassoni              | Europäische Grüne Partei                        |
| Patrizia Heidegger           | Europäisches Umweltbüro                         |
| Olivier Hinnekens            | Europäische Bewegung Belgien                    |
| Zvezdana Kovač               | Europäische Bewegung Serbien                    |
| Roselyne Lefrançois          | Europäische Bewegung Frankreich                 |
| Richard Morris               | Europäische Bewegung Vereinigtes Königreich     |
| Nataša Owens                 | Europäische Bewegung Kroatien (Schatzmeisterin) |